# Алатанка
Алатанка или Алатан (баш. Алатана — «пёстрая тёлка») — река в Ишимбайском и Стерлитамакском районах Башкортостана. Впадает в старицу Белой.
Исток расположен в лесном массиве к востоку от шихана Куштау, в Ишимбайском районе. Устье у села Николаевка к востоку от шихана Юрактау.